# Vale da Custa
Vale da Custa es una localidad caboverdiana del municipio de São Domingos.

## Geografía
La localidad está situada en la isla de Santiago.

## Organización territorial
La localidad abarca los lugares y barrios de:
- Fundo
- Ponta
- Ponta Baixo
- Ponta Riba